# Sondika
Sondika és un municipi de la província de Biscaia, País Basc, pertanyent a la comarca de Gran Bilbao. Limita al nord amb Loiu, al sud amb Bilbao, a l'est amb Derio i a l'oest amb Erandio. En el terme municipal hi ha part de l'aeroport de Bilbao.